# Jaroslav Síkora
Jaroslav Síkora (5. března 1903 – ) byl český meziválečný fotbalista, záložník.

## Fotbalová kariéra
Hrál za Slavoj Žižkov (1925–26), SK Slavia Praha (1926–27) a SK Čechie Karlín (1927–30). Gól v lize nedal.

## Ligová bilance
| Ročník                                       | Zápasy | Góly | Klub             |
| -------------------------------------------- | ------ | ---- | ---------------- |
| Středočeská 1. liga 1925/1926                | 18     | 0    | Slavoj Žižkov    |
| Kvalifikační soutěž Středočeské 1. ligy 1927 | 3      | 0    | SK Slavia Praha  |
| Středočeská 1. liga 1927/1928                | 6      | 0    | SK Čechie Karlín |
| Středočeská 1. liga 1928/1929                | 11     | 0    | SK Čechie Karlín |
| 1. asociační liga 1929/1930                  | 14     | 0    | SK Čechie Karlín |
| 1. asociační liga 1931/1932                  | 1      | 0    | SK Čechie Karlín |
| CELKEM                                       | 53     | 0    |                  |